# Swintonia minutalata
Swintonia minutalata är en sumakväxtart som beskrevs av Ding Hou. Swintonia minutalata ingår i släktet Swintonia och familjen sumakväxter. Inga underarter finns listade i Catalogue of Life.